# Anna Maria Island
Anna Maria Island – wyspa barierowa, położona wzdłuż hrabstwa Manatee na Florydzie. Ma około 7 mil (11 km) długości z północy na południe. Znajduje się około 30 km na północ od Sarasoty. Zamieszkana przez około tysiąc osób. Odwiedza ją prawie 4 miliony turystów rocznie. W 2024 roku magazyn Travel + Leisure umieścił wyspę wśród 50 najlepszych miejsc do podróżowania.